# Kepler-186
Кеплер-186 — карликова зірка головної послідовності типу M1, розташована на відстані 177,5 парсек (579 світлових років) від нас у сузір’ї Лебедя. Зірка трохи холодніша за Сонце, її металічність становить приблизно половину. Це змінна зірка типу BY Дракона, її яскравість трохи змінюється, ймовірно, через плями, з періодом 33,7 днів. Відомо, що вона має п’ять планет, у тому числі перший світ розміром із Землю, у зоні проживання: Kepler-186f. Зірка містить чотири інші планети, відкриті на даний момент, хоча всі вони обертаються всередині зони проживання.